# 天のプラタナス
『天のプラタナス』（そらのプラタナス）は、原作・七三太朗、漫画・川三番地による日本の漫画。高校野球を題材とした野球漫画である。『月刊少年マガジン』（講談社）にて、2006年10月号から2017年8月号まで連載された。

## あらすじ
都内のとあるところにある都立浜鹿高等学校。ここの野球部は、甲子園からは程遠い東京予選は万年1回戦敗けの三流野球部だった。そんな中に、「ドクターピーマン」の異名を持つ海原夏生が入学してくる。当初はその異名からバッティングピッチャーとしての役割を期待されて落ち込む夏生だったが、そんな折、新しく就任した女監督の指導の下で徐々に「ドクターピーマン」ではなくエースピッチャーとしての能力を身につけてゆく。

## 登場人物
海原夏生（かいはら なつお）
主人公。都立浜鹿高校1年生。背も物腰も低い少年。中学時代は「光ヶ岡シニア」（シニアリーグ全国優勝チーム）に所属していた。そこでは、「ドクターピーマン」として、バッティングピッチャーの役割をこなしていた。彼はどんな球種でも投げられるということで、いくつものシード校からスカウトがかかったという経歴を持つ。しかしながら、彼自身はエースピッチャーとしての活躍を望んでいた。
タクシードライバーを勤める父親との2人暮らしであり、家事は全て夏生が担当している。母親は入院生活を経て夏生が幼いころに亡くなっており、夏生の性格形成に大きな影響を与えている。
天木美朝（あまき みさ）
都立浜鹿高校野球部の監督に就任したシロウト監督。テニスでは日本代表に選ばれた経験も持つ。型破りとも見える練習を行わせる。
野球については素人だが、徹夜でルールを勉強したり、守備練習のための打撃で手を血豆だらけにしたりと努力は惜しまない。
郡司
3年生。主将。

## 浜鹿の練習方法
- グラウンドにビニールシート、スポンジ、レンガなどを埋設し、ゴロのイレギュラーを人為的に発生させる。これに対応するため、すり足移動が身につき、後に「がささ守備」と呼ばれるようになる。
- ランニングキャッチボール - 走りながらキャッチボールを行うことで崩れた態勢からでも正確な送球を行えるようになる。試合中に守備につく際にも行っている。
- 移動式マウンド - 身長の低い夏生が高身長の対戦相手投手を模すために作られた高さ30センチメートルほどの足場。